# August Kanitz
August Kanitz ( 25 de abril de 1843, Lugos — 12 de julio de 1896, Kolozsvár) fue un botánico, micólogo, pteridólogo, algólogo húngaro . Mientras estudiaba en la Universidad de Viena escribió Geschichte der Botanik in Ungarn (Historia de la botánica en Hungría) (Hanover y Budapest, 1863), y prontamente, Versuch einer Geschichte der Ungarischen Botanik (Intento de una Historia de la Botánica de Hungría) (Halle, 1865). Al año siguiente, publicó una obra sobre la flora de Eslavonia; en 1877 uno de la de Montenegro, Bosnia, y Serbia; y en 1879, sobre la de Rumania. Por este último fue elegido, en 1880 miembro de la Academia de Ciencias de Hungría, y es hecho "Caballero" de Orden de la Corona de Rumania. Se convirtió al cristianismo.
En 1872 Kanitz fue nombrado profesor de botánica en la Universidad de Kolozsvár.
En 1877, fundó la Magyar Növénytani Lapok (Revista Botánica de Hungría), que dirigió hasta 1892.

## Honores

### Epónimos
- (Asteraceae) Helenium kanitzii Kuntze[1]

- (Cupressaceae) Juniperus × kanitzii Csató[2]

- (Cyperaceae) Carex kanitzii Porcius[3]

- (Fabaceae) Oxytropis kanitzii N.D.Simpson[4]

- La abreviatura «Kanitz» se emplea para indicar a August Kanitz como autoridad en la descripción y clasificación científica de los vegetales.[5]